# ناپلئون و سامانتا
ناپلئون و سامانتا (به انگلیسی: Napoleon and Samantha) فیلمی آمریکایی در سبک ماجراجویی و درام به کارگردانی برنارد مک اویتی محصول سال ۱۹۷۲ است. بازیگران این فیلم مایکل داگلاس و جودی فاستر می‌باشند.